# Casa consistorial de Narva
La Casa consistorial de Narva (en estonio: Narva raekoda) es un edificio municipal histórico de la ciudad de Narva, Estonia. Está ubicado en la plaza del Ayuntamiento (Raekoja plats), junto al Colegio de Narva de la Universidad de Tartu.

## Historia
El rey sueco Carlos XI encargó a las autoridades de la ciudad la construcción del Ayuntamiento de Narva y el edificio se construyó según el proyecto del maestro de obras de Lübeck, Georg Teuffel. La construcción del Ayuntamiento se inició en 1668. y el edificio se terminó en 1671. En 1919, el maestro pintor Grabben colocó en lo alto de la torre del ayuntamiento una veleta dorada, una grúa. Los trabajos de acabado interior del edificio duraron otros cuatro años.
Sufrió graves daños durante la Segunda Guerra Mundial: la torre, el tejado y los techos fueron destruidos, y el grupo de figuras en el portal y la escalera resultaron gravemente dañados.
El edificio fue restaurado entre 1960 y 1963 bajo la dirección del arquitecto Henno Potti y el ingeniero H. Uuetalu.
Durante la República Socialista Soviética de Estonia, en el edificio restaurado del ayuntamiento funcionaba el Palacio de los Pioneros de Narva, que lleva el nombre de Viktor Kingissepp.
En 1991, fue el primer edificio de Estonia que recibió el cartel de inmueble de defensa aérea civil.

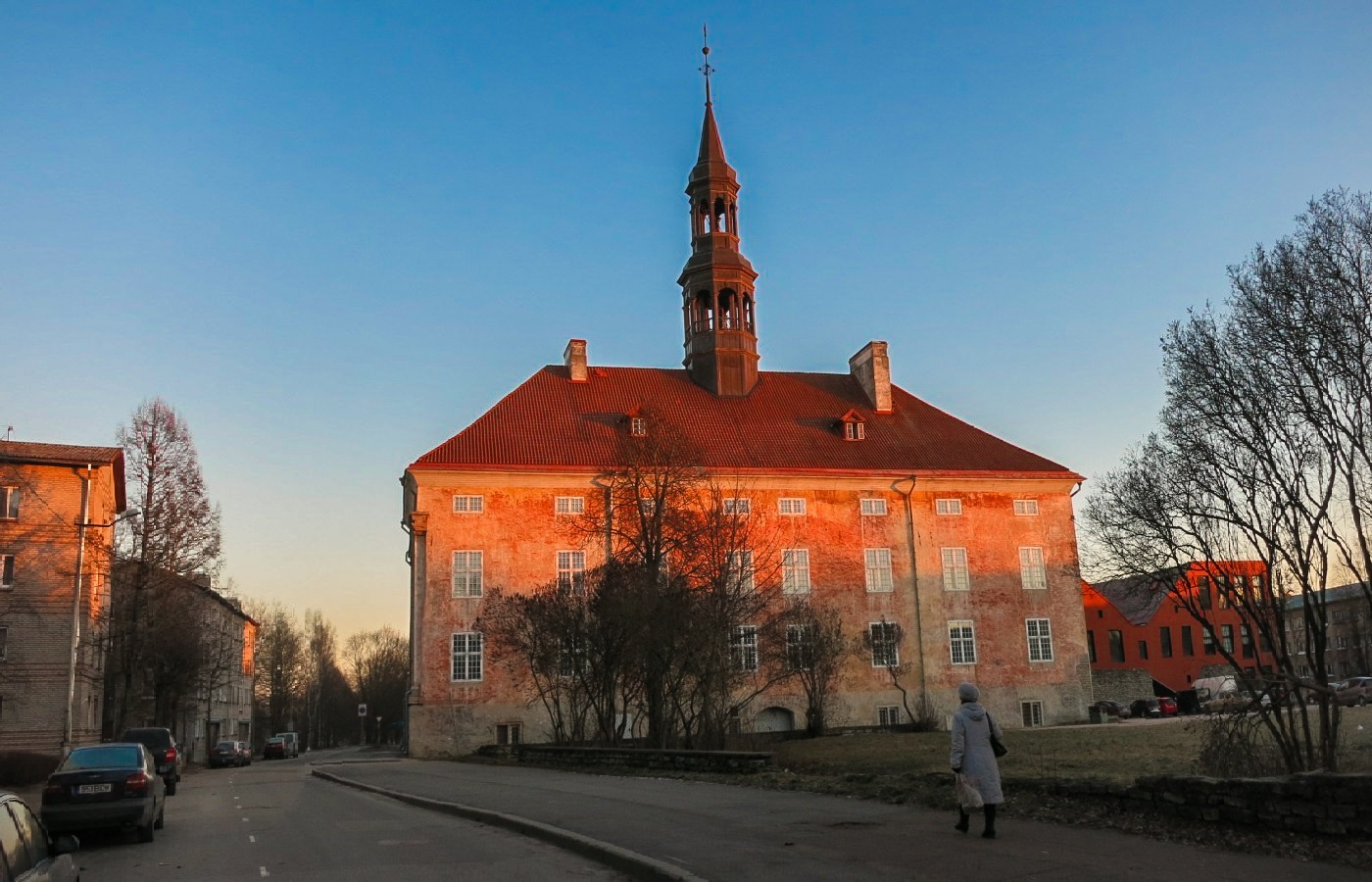
Parte trasera del Ayuntamiento
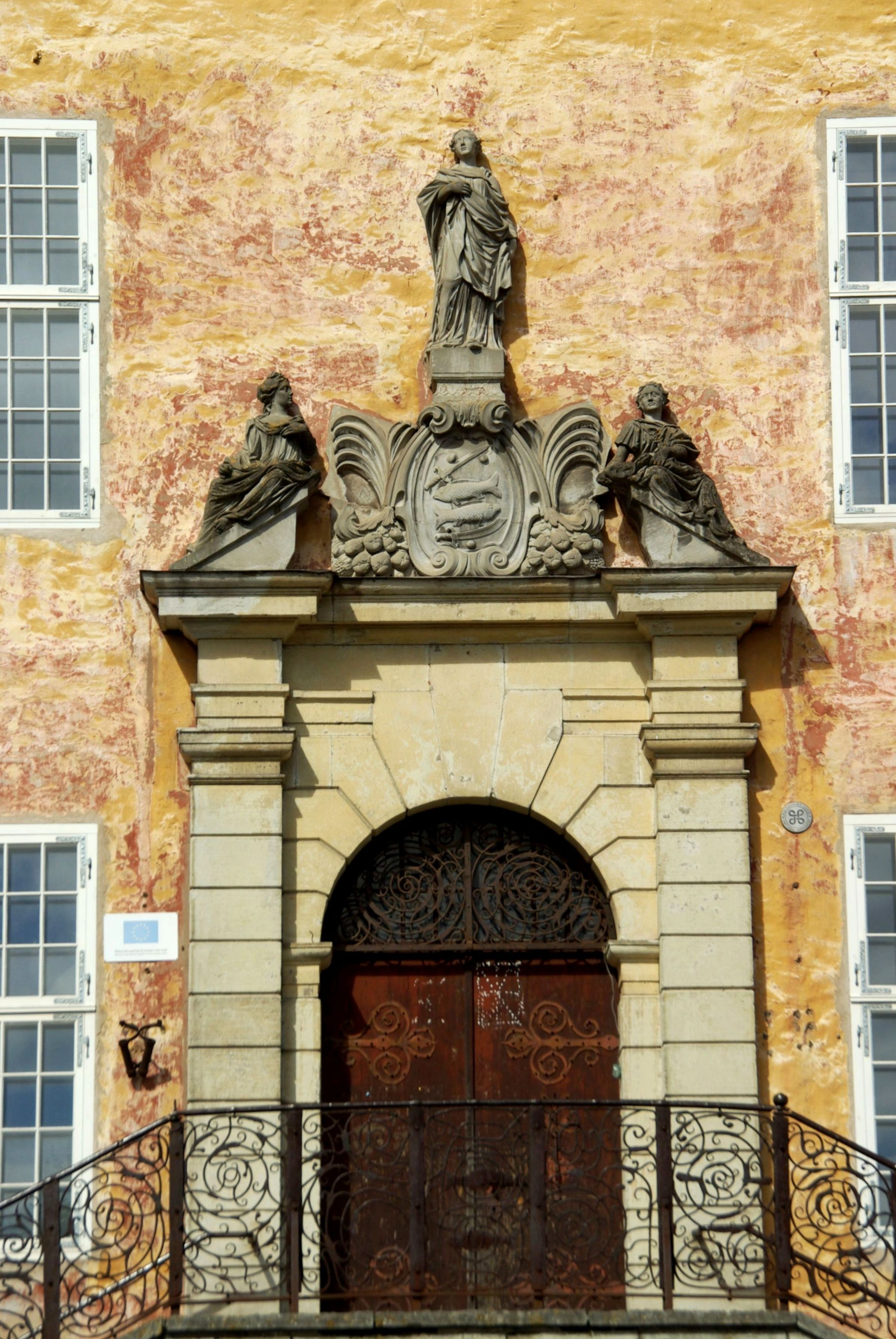
Portal del Ayuntamiento
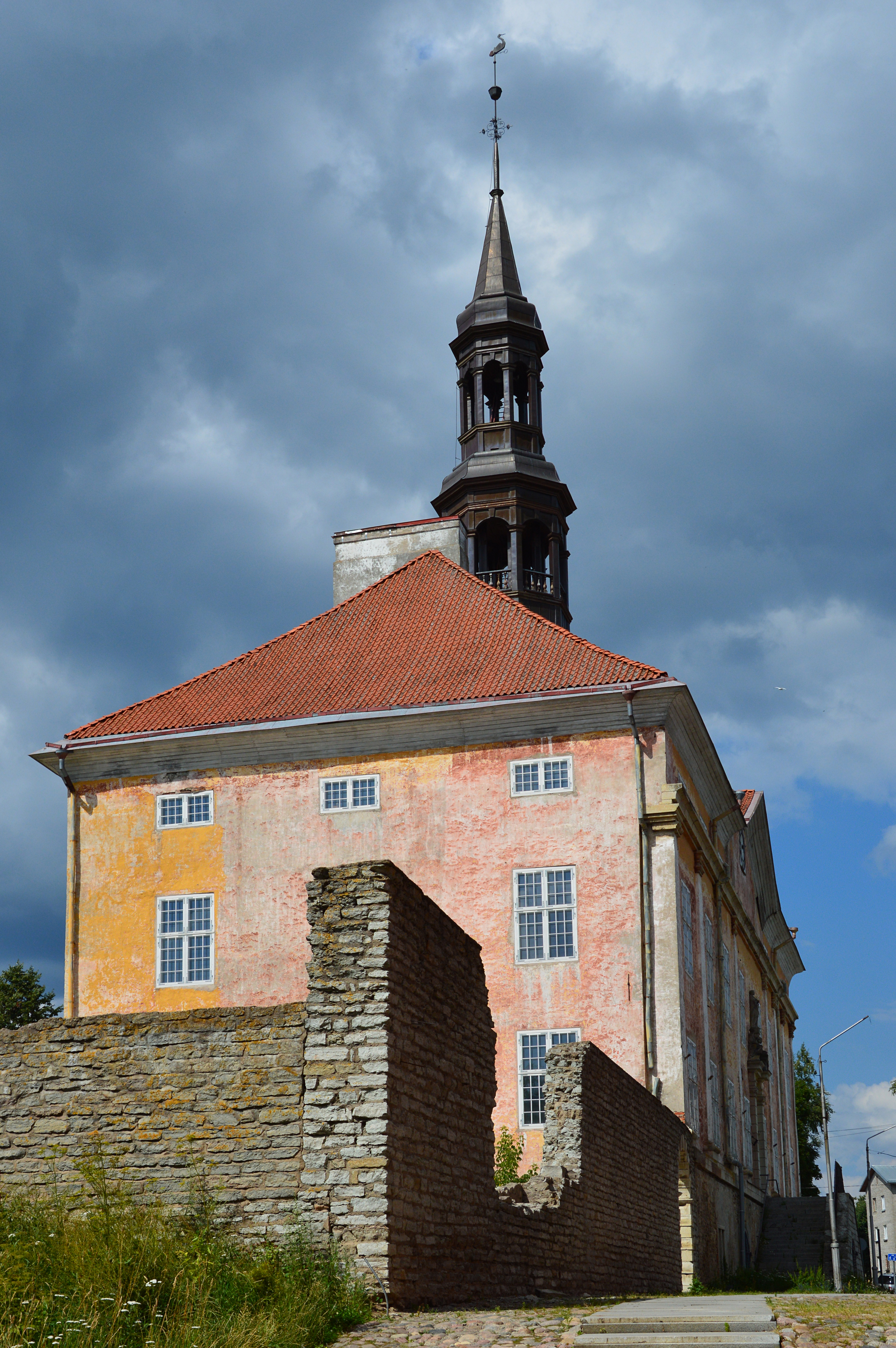
Desde el costado del edificio
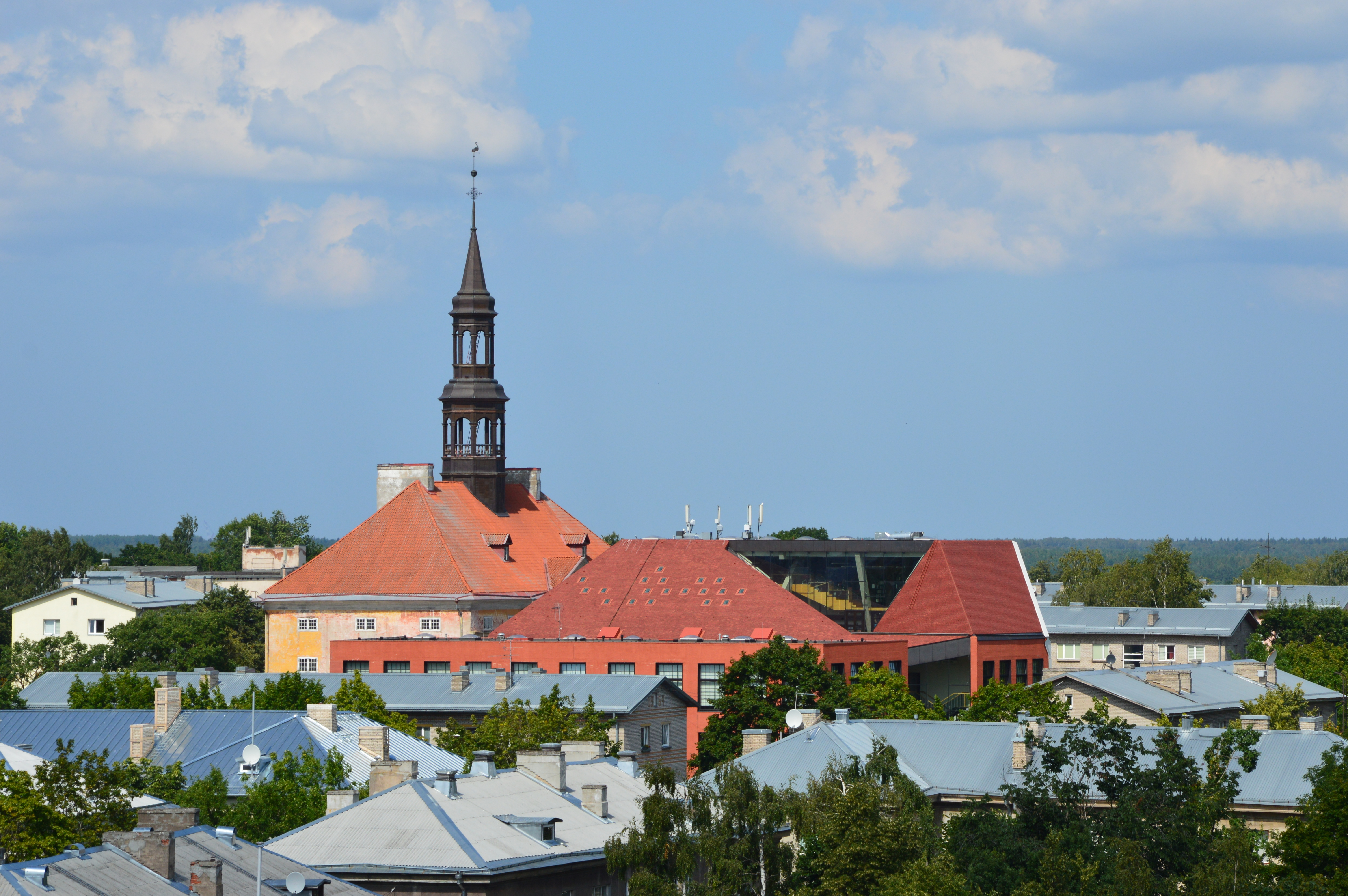
Vista del edificio desde la fortaleza de Narva
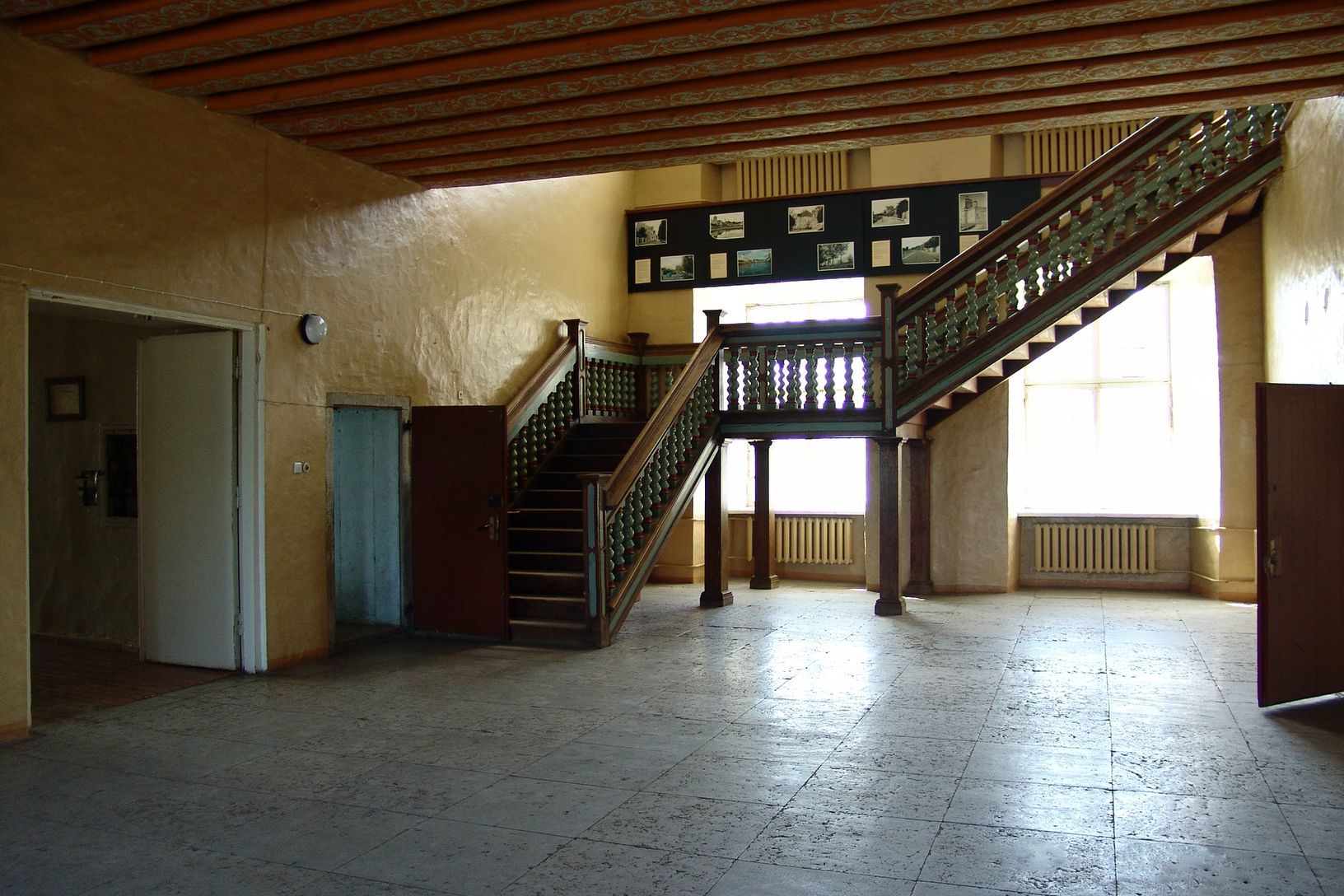
Vista interior del edificio